# Комишуватська коса
46°22′00″ пн. ш. 38°00′00″ сх. д. / 46.36667° пн. ш. 38.00000° сх. д.
Комишува́тська коса́ — намивна піщана коса в Азовському морі, частина Єйського півострова. Має серпоподібну форму. Розташована в Єйському районі Краснодарського краю, за 5 км на схід від станиці Камишуватської. Курортна зона з видовженими черепашечними пляжами.
Комишуватська коса перебуває під загрозою через несанкціоноване вивезення черепашнику в промислових масштабах..